# Jeny Rudolf
Jeny Rudolf, Jenny, Jeney, Jenei (Budapest, 1901. március 2. – 1975. május 27.) magyar válogatott labdarúgó, csatár, majd edző. Gyors, kifejezetten ballábas, jól helyezkedő, pontos beadásairól ismert játékos volt.

## Pályafutása

### A válogatottban
1919 és 1926 között 21 alkalommal szerepelt a válogatottban és 3 gólt szerzett. Tagja volt az 1924-es párizsi olimpián részt vevő csapatnak.

### Edzőként
Félévig a nagyváradi Crisana trénere volt, majd 1937 szeptemberében a Nagybánya edzője lett. 1942 áprilisában lemondott erről a posztjáról és szaktanácsadójaként tevékenykedett tovább. 1948-tól 1950-ig a Békéscsabai SZSE trénere volt. 1957 januárjában az Ikarus edzőjének nevezték ki, majd rövidesen a magyar ifjúsági válogatott edzője lett. Ezt a feladatát 1958 júniusáig látta el. Ezután a ZTE csapatát vezette. 1961-ben az Ikarus szakmai munkáját irányította.

## Sikerei, díjai

### Játékosként
- Magyar bajnokság
  - bajnok: 1923–24, 1924–25
- Magyar kupa
  - győztes: 1925
- Az év labdarúgója: 1924

## Statisztika

### Mérkőzései a válogatottban

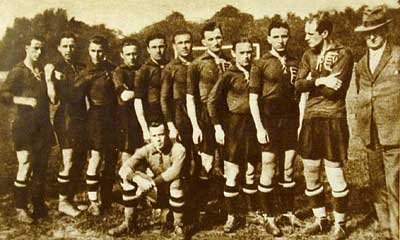
Fogl Károly, Opata Zoltán, Hirzer Ferenc, Jeny Rudolf, Eisenhoffer József, Guttmann Béla, Mándi Gyula, Obitz Gábor, Braun József, Orth György, Kiss Gyula.

| Magyarország | Magyarország         | Magyarország                    | Magyarország  | Magyarország | Magyarország      | Magyarország          | Magyarország | Magyarország |
| #            | Dátum                | Helyszín                        | Hazai         | Eredmény     | Vendég            | Kiírás                | Gólok        | Esemény      |
| ------------ | -------------------- | ------------------------------- | ------------- | ------------ | ----------------- | --------------------- | ------------ | ------------ |
| 1.           | 1919. október 5.     | Bécs, WAC-Platz                 | Ausztria      | 2 – 0        | Magyarország      | barátságos            | -            |              |
| 2.           | 1921. április 24.    | Bécs, Simmering-pálya           | Ausztria      | 4 – 1        | Magyarország      | barátságos            | -            |              |
|              | 1921. október 23.    | Budapest, Hungária körúti pálya | Magyarország  | 3 – 2        | Közép-Németország | barátságos            | -            |              |
| 3.           | 1921. november 6.    | Budapest, Üllői úti pálya       | Magyarország  | 4 – 2        | Svédország        | barátságos            | -            |              |
| 4.           | 1924. április 6.     | Budapest, Hungária körúti pálya | Magyarország  | 7 – 1        | Olaszország       | barátságos            | -            |              |
| 5.           | 1924. május 4.       | Budapest, Hungária körúti pálya | Magyarország  | 2 – 2        | Ausztria          | barátságos            | -            |              |
| 6.           | 1924. május 18.      | Zürich, Sportplatz Förrlibuck   | Svájc         | 4 – 2        | Magyarország      | barátságos            | -            |              |
| 7.           | 1924. május 26.      | Párizs, Bergeyre-pálya (FRA)    | Magyarország  | 5 – 0        | Lengyelország     | olimpia, első forduló | -            |              |
| 8.           | 1924. május 29.      | Párizs, Stade-Paris pálya (FRA) | Egyiptom      | 3 – 0        | Magyarország      | olimpiai nyolcaddöntő | -            |              |
| 9.           | 1924. június 4.      | Le Havre                        | Franciaország | 0 – 1        | Magyarország      | barátságos            | -            |              |
| 10.          | 1924. augusztus 31.  | Budapest, Üllői úti pálya       | Magyarország  | 4 – 0        | Lengyelország     | barátságos            | -            |              |
| 11.          | 1924. szeptember 14. | Bécs, Hohe Warte                | Ausztria      | 2 – 1        | Magyarország      | barátságos            | -            |              |
| 12.          | 1924. szeptember 21. | Budapest, Üllői úti pálya       | Magyarország  | 4 – 1        | Németország       | barátságos            | -            |              |
| 13.          | 1925. március 25.    | Budapest, Hungária körúti pálya | Magyarország  | 5 – 0        | Svájc             | barátságos            | 2            | 84' 87'      |
| 14.          | 1925. május 5.       | Bécs, Hohe Warte                | Ausztria      | 3 – 1        | Magyarország      | barátságos            | -            |              |
| 15.          | 1925. május 21.      | Budapest, Hungária körúti pálya | Magyarország  | 1 – 3        | Belgium           | barátságos            | 1            | 87'          |
| 16.          | 1925. július 12.     | Stockholm                       | Svédország    | 6 – 2        | Magyarország      | barátságos            | -            |              |
| 17.          | 1925. július 19.     | Krakkó, Wisla-pálya             | Lengyelország | 0 – 2        | Magyarország      | barátságos            | -            |              |
| 18.          | 1925. szeptember 20. | Budapest, Üllői úti pálya       | Magyarország  | 1 – 1        | Ausztria          | barátságos            | -            |              |
| 19.          | 1925. október 4.     | Budapest, Üllői úti pálya       | Magyarország  | 0 – 1        | Spanyolország     | barátságos            | -            |              |
| 20.          | 1925. november 8.    | Budapest, Üllői úti pálya       | Magyarország  | 1 – 1        | Olaszország       | barátságos            | -            |              |
| 21.          | 1926. december 26.   | Porto                           | Portugália    | 3 – 3        | Magyarország      | barátságos            | -            |              |
|              | Összesen             |                                 |               | 21           | mérkőzés          |                       | 3            | gól          |